# 露娜弗蕾亚·诺克斯·芙尔雷
露娜弗蕾亚·诺克斯·芙尔雷（Lunafreya Nox Fleuret）昵称“露娜”（Luna），是由日本游戏制作公司史克威尔艾尼克斯制作发行的最终幻想系列游戏中的一个角色。她是2016年发行的游戏《最终幻想15》中的核心角色，这部游戏原本是一部名为《最终幻想Versus XIII》的衍生作品。露娜弗蕾亚在相关多媒体作品中也是重要角色，并在最终幻想系列的手机游戏作品中出场。在游戏中，露娜弗蕾亚是一名神使，在伊欧斯（Eos）世界中作为能与神（Astrals）沟通的强大人物。她原本与游戏男主人公诺克提斯·路西斯·切拉姆因政治联姻而订婚。即便如此，她仍然通过远程帮助诺克提斯完成艰巨任务，使他成为传说中的真王并拯救世界免于陷入黑暗。
露娜弗蕾亚是由导演田畑端在2012年至2014年重写游戏剧本期间创作的，用来取代游戏开发早期一个名字相似的角色史黛拉·诺克斯·芙尔雷（Stella Nox Fleuret）。这一形象由直良有祐完成设计，其人物灵感受到了田畑端“一个从小就肩负使命的女性”这一概念的影响。在游戏中，她由北川里奈和艾米·希尔斯分别担纲日语和英语配音，但在电影《王者之剑》（2016年）中，她的配音者是忽那汐里和琳娜·海蒂。露娜弗蕾亚总体上得到了评论家的褒贬不一甚至是负面的评价，许多人批评她在游戏中的形象塑造和有限的戏份，在批评游戏配角时也经常被提及。由于她在扩展媒体中形象也因与游戏中的表现不一致，而得到了同样褒贬不一的评价。

## 概念与设计

### 起源

露娜弗蕾亚这一角色的设计初衷是代替《最终幻想Versus XIII》中的女主角史黛拉·诺克斯·芙尔雷（Stella Nox Fleuret）。

《最终幻想15》于2006年开始制作，彼时是PlayStation 3平台一款名为《最终幻想Versus XIII》的衍生游戏。在经历了一段历经艰难的制作历程后，游戏被重新命名并更换了平台和工作人员，剧情多次被重写。《Versus XIII》最初的女主角是史黛拉·诺克斯·芙尔雷。史黛拉由《Versus XIII》原游戏总监兼角色设计师野村哲也设计，于2007年首次在的宣传媒体中亮相。野村哲也她作为一个角色能够“在以往所有的（最终幻想女主角）中脱颖而出”。 
因为野村哲也更喜欢表现男女主角之间不同类型的关系，在《Versus XIII》中，史黛拉和主角诺克提斯·路西斯·切拉姆之间的关系本来被设计成是对立的而非浪漫的。她被塑造成非常有礼貌的人，并通过特定的对话特征传达出这种礼貌。史黛拉所出现的一个关键场景是在游戏开场时与诺克提斯的会面和对话。在游戏开发的早期阶段，史黛拉也可以在战斗中使用魔法力量，并可能被迫与诺克提斯进行战斗。她的力量与女神埃特罗（Etro）有关，埃特罗是新的水晶故事 最终幻想系列中的一位女神，而《Versus XIII》是该系列的一个核心部分。但游戏开发到后期删除了与该系列的神灵和术语，仅保留了主题元素。
在2012年至2014年，从《最终幻想Versus XIII》过渡为《最终幻想15》的过程中，开发团队计划将故事压缩成一款单一游戏，而不是原计划的系列作品。他们设想了一个与史黛拉原始角色定位不太相符的女主角。然而由于一直关注这款游戏开发的爱好者们早已熟知史黛拉这一角色，这让制作团队在进行更改时感到担忧。他们曾考虑过重新设计史黛拉，让她在故事中扮演更积极的角色，但接手游戏总体开发的新导演田畑端对此感到不舒服。面对粉丝可能因史黛拉的性格或角色发生变化而感到失望的情况，开发团队最终选择重新开发一个角色来完全替换掉她。史黛拉最后一次出场，是在2013年这款游戏以新名称发布时的宣传片中。

### 开发

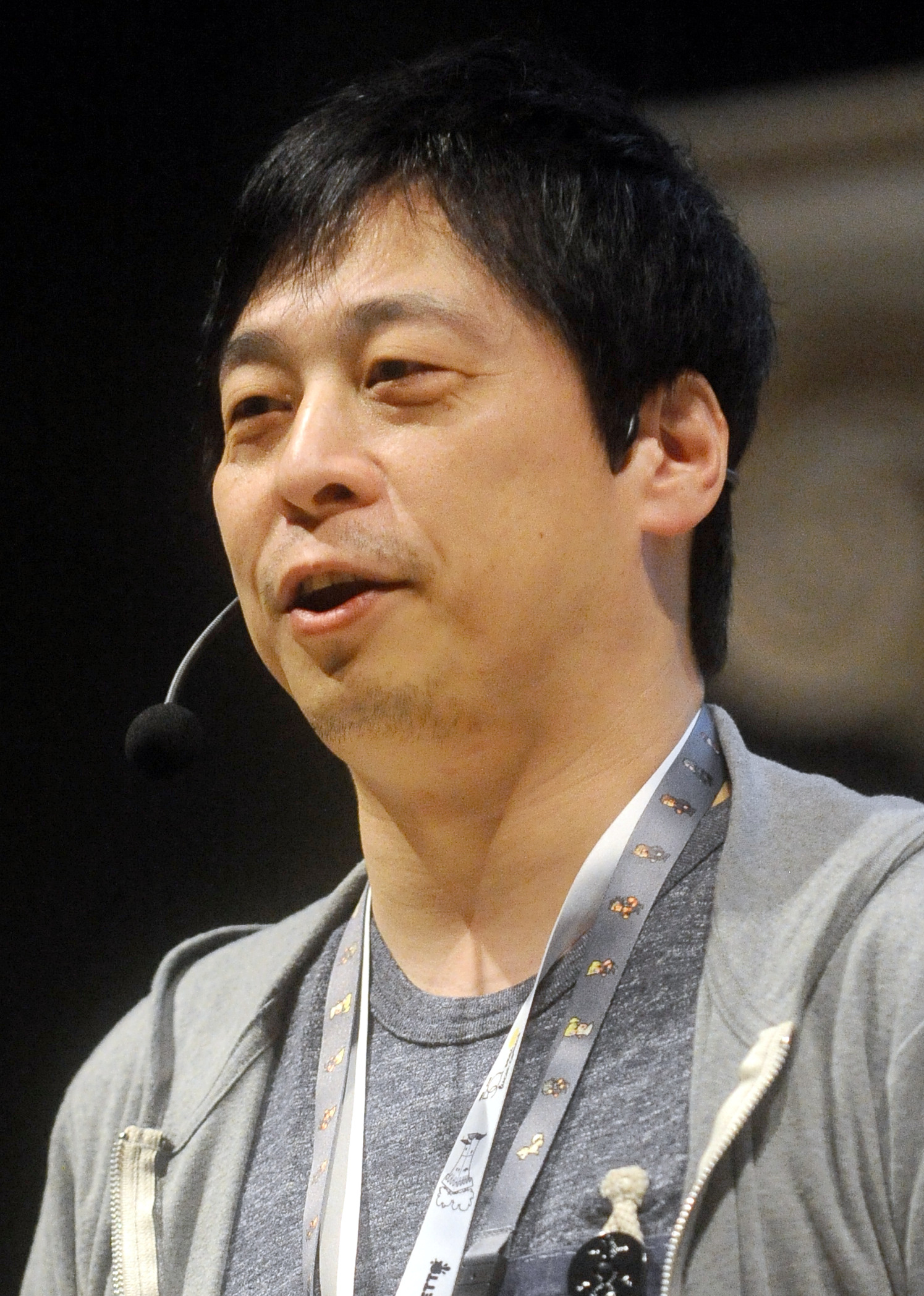
田畑端自2014年起直至游戏发布，是《最终幻想15》的导演，他创造了露娜弗蕾亚这个角色。

田畑端为重写的故事创造了露娜弗蕾亚作为新女主角，使团队能够在没有先前角色限制的情况下工作。尽管露娜弗蕾亚在外表上与史黛拉有些相似，并保留了与神相连接的能力，但史黛拉特有的魔法能力被移除，因为它们与新角色和重新构思的叙事不符。在设计过程中，制作团队确认露娜弗蕾亚应当是从年幼时期起就开始接受并承担使命，与诺克提斯形成直接对比。这要求在游戏中，露娜弗蕾亚应当比诺克提斯更年长，由此也进一步影响了这一角色的设计元素。据田畑端称，尽管两人已经订婚，但诺克提斯和露娜弗蕾亚之间的关系并不是典型的爱情。他还定义了露娜弗蕾亚的性格应当比史黛拉或诺克提斯更坚强，认为在故事中诺克提斯的许多成长和变化都归功于露娜弗蕾亚的影响。她死后与诺克提斯灵魂交流的场景是工作人员向最终幻想系列早期作品《最终幻想VII》（1997年发行）中的主角爱丽丝·盖恩斯伯勒相关的某些场景致敬。
露娜弗蕾亚这一角色形象由《最终幻想15》的艺术总监直良有佑设计。她的外貌被田畑端定义为通过表情和动作来传达出来的“坚强而英勇”。为此，露娜弗蕾亚被设计成一位意志坚定的女性。为了实现这一目标，设计师专注于她眼睛和嘴巴的形状，将她在《最终幻想15》中的外表与前传电影《王者之剑》（2016年）中的形象相融合，这样即使静止不动，她也能展现出优雅与力量的气质。她的面部需要反映出因实现目标而产生的多种情绪，这导致她的表情“严肃而有些悲伤”。直良有祐回忆说，露娜弗蕾亚是他设计过的最难的角色之一。为了通过外貌传达出露娜弗蕾亚的坚强意志和高贵身份，直良有祐咨询了专业的发型师和化妆师。在专业意见下，露娜弗蕾亚眼部和嘴部的化妆方式进行了相应的改动，并将她的发型设计成“需要侍女协助才能完成的样子”。为了使玩家能够与她产生更多的共鸣，这几团队特意避免让她显得太过拘谨。为了最大限度地提高角色的真实感，她的发型最初是用人体模型的假发制作出来，然后再在游戏的夜光引擎进行渲染。露娜弗蕾亚与诺克提斯结婚时所穿的婚纱是由英国时装设计师薇薇安·韦斯特伍德为她的2014/15高级定制系列设计的。
天野喜孝设计的《最终幻想15》游戏标志最初被描述为游戏世界中的重要女神，后来被描述为露娜弗蕾亚的一个版本。游戏开发初期的一个结局创意，是露娜弗蕾亚以游戏标志为原型的神圣形象出现，在最终战斗中借给诺克提斯以力量。诺克提斯的日本配音演员铃木达久请求田畑端将诺克提斯和露娜弗蕾亚一起加入到游戏的标志中。当团队决定在结尾中加入天野喜孝所绘制的这两人在一起的形象时，得到了团队的认可。这个合并后的标志被描述为既代表着新旅程的开始，也代表着游戏的发展历史。 

### 人物画像
在创作露娜弗蕾亚时，田畑端意识到了其与《最终幻想X》中的主角尤娜之间的相似之处，而他的目标是对虔诚和坚定女性的概念进行一种另类演绎。电影《王者之剑》的导演野末武志将露娜弗蕾亚描述为连接《最终幻想15》与两部大型多媒体补充作品《王者之剑》以及原创网络动画《兄弟情》的“基石”。虽然露娜弗蕾亚在《王者之剑》中没有扮演积极的角色，但她的角色力量通过专注于实现目标的坚定决心来传达。后来，露娜弗蕾亚被用作设计艾拉·米鲁斯·芙尔雷（Aera Mirus Fleuret）的模型，艾拉·米鲁斯·芙尔雷是与《最终幻想15》主要反派亚丹·伊祖尼亚有关的作品中出现的一位女性祖先。 
露娜弗蕾亚在游戏《最终幻想15》的日文版中由北川里奈配音；在英语版中成年后的她由艾米·希尔斯（Amy Shiels）配音，莉莉安娜·乔姆斯基（Liliana Chomsky）为幼年时期的露娜弗蕾亚配音。希尔斯称这个角色很有趣，因为角色兼具力量感和脆弱性。在电影《王者之剑》中，这一角色的日语配音者是忽那汐里，英语配音者是琳娜·海蒂。《王者之剑》的日语和英语配音选角都侧重于知名演员，以扩大电影的吸引力。忽那汐里此前从未在CGI电影中担任过角色配音，觉得这次经历很特别。她形容露娜弗蕾亚是一个坚强且礼貌的人，通过这种礼貌有效地传达更情绪化或不寻常的台词.。她是最后一个录制台词的人，有些表演是基于其他演员的录音。最初计划电影和游戏共用一个配音阵容，但后来被取消了。露娜弗蕾亚在《最终幻想15》中的动作捕捉由義達祐未完成，在《王者之剑》中则由阿曼达·皮埃里（Amanda Piery）完成。她在《王者之剑》中的形象以俄罗斯模特索尼娅·马尔特塞娃（Sonya Maltceva）为原型。 

## 出场

### 最终幻想15
露娜弗蕾亚·诺克斯·芙尔雷是戴涅布莱的公主，戴涅布莱在游戏《最终幻想15》的伊欧斯（Eos）大陆中最初是一个独立的国家。在她的母亲希尔瓦王后曾治愈诺克提斯的星之病（一种将导致伊欧斯进入永夜的魔法瘟疫）时，两人初次相识。在尼福尔海姆帝国入侵戴涅布莱并企图暗杀在此做客的路西斯国王雷吉斯和王子诺克提斯时，希尔瓦不幸被杀。随后露娜弗蕾亚成为了新一任神使，有能力与伊欧斯众神进行沟通，并阻止星之病席卷伊欧斯大陆。她坚信诺克提斯将成为预言中的真王，并最终净化伊欧斯大地上的星之病。这导致她与哥哥瑞布斯之间的关系紧张，瑞布斯一直以来都将母亲希尔瓦的死归咎于诺克提斯的父亲雷吉斯。露娜弗蕾亚与希瓦的人类形态——肯缇亚娜形成了紧密的联系，进而重新点燃了后者对人类的信心。   
作为尼福尔海姆与诺克提斯的家乡因索姆尼亚之间和平条约的一部分，露娜弗蕾亚将与诺克提斯进行政治联姻。在尼福尔海姆征服因索姆尼亚之后，诺克提斯与伙伴们踏上征途，而露娜弗蕾亚则唤醒了众神并与他们结成契约，以确保他们会将力量借给诺克提斯。但后来她发现，与众神的契约正在慢慢地杀死她，而她一直指望着如果她在诺克提斯抵达之前死去，瑞布斯会完成她未竟的事业。当她与水神利维亚桑缔结契约时，被亚丹·伊祖尼亚重伤，并在死后将光耀之戒（一枚能够解开真王预言的钥匙）交给了诺克提斯。此后，露娜弗蕾亚以灵魂形态继续支持着诺克提斯，直接协助诺克提斯与亚丹进行最后的对抗。在诺克提斯最终清除伊欧斯的星之病而死去后，在来世与诺克提斯重逢。

### 相关作品
作为《最终幻想15》系列作品的核心女主角，露娜弗蕾亚也出现在其多媒体扩展作品中。她曾出现在动画《兄弟情》的部分情节中，在这部动画制作蓝光光盘发行时又额外收录了露娜弗蕾亚相关的部分镜头。在《兄弟情》的第二集中，露娜弗蕾亚通过信件与普隆普特·阿金塔姆互动，以感谢后者帮助了她的狗——普莱娜（Pryna）并鼓励普隆普特与诺克提斯成为朋友。在电影《王者之剑》中，露娜弗蕾亚试图联系诺克提斯和他的父亲雷吉斯未果，随后成为尼福尔海姆最终入侵路西斯首都因索姆尼亚的关键人物。雷吉斯和王者之剑成员尼克斯·乌里克则留下来牺牲了自己以保护露娜弗蕾亚带着光耀之戒逃脱尼福尔海姆的掌控。 
露娜弗蕾亚原本是作为可下载内容包《未来黎明》中的一个可玩角色，参与描绘游戏的另一个结局。然而，这个可下载内容包除第一章《亚丹章》外，其余章节均因制作团队内部的变动而被取消制作，相关故事情节被改编成了同名小说。小说还采用了早在游戏开发初期就被废弃的结局创意。在小说中，露娜弗蕾亚被众神之首巴哈姆特复活，以代替亚丹，执行清除伊欧斯中的星之病的计划。露娜弗蕾亚起初顺从了巴哈姆特的计划，但后来巴哈姆特决定清除伊欧斯上所有生命时，露娜弗蕾亚决定反抗巴哈姆特。虽然她被以星之病的形式增强巴哈姆特的力量，但后来还是被诺克提斯所救。最终露娜弗蕾亚在肯缇亚娜的救治后幸存下来，而巴哈姆特被诺克提斯和亚丹联手击败后，众神也随之消失了。 

### 其他出场
露娜弗蕾亚与《最终幻想15》中的其他角色一起，作为能力卡出现在手机游戏《莫比乌斯 最终幻想》中。露娜弗蕾亚是《最终幻想 记录守护者》一个主题任务中的主角。她还是《最终幻想 勇者传说》中的可招募角色之一，其能力源自于她在主游戏中的动作。她还在《纷争 最终幻想 Opera Omnia》中作为可游玩角色出场。此外，露娜弗蕾亚还作为顾问之一出现在《最终幻想15》的衍生游戏《最终幻想15：新帝国》中。 

### 促销和商品
露娜弗蕾亚是《最终幻想15》正式发布前预告片和宣传资料中最显眼的女性角色之一。2018年，游戏《我的世界》以可下载内容的形式发布了基于《最终幻想15》中角色的皮肤，其中就包含了露娜弗蕾亚的皮肤。史克威尔艾尼克斯旗下玩具品牌推出了“Play Arts 改”系列的露娜弗蕾亚的可动手办，手办配有可动的手臂、可替换的手部配件以及角色标志性的配件——神使逆矛。不同版本的露娜弗蕾亚形象还出现在《最终幻想 交易卡游戏》中。

## 评价
游戏爱好者们对史黛拉被替换掉的反应是比较负面的。田畑端为这一改变辩称是最好的选择，并认为这让爱好者们可以继续喜欢史黛拉，并将她的替代者露娜弗蕾亚视为一个没有先入之见或期望的新角色。在一篇有关游戏描绘和使用女性角色的预发布文章中，USGamer的那西亚·欧克斯福德（Naxia Oxford）认为，《最终幻想15》将包括露娜弗蕾亚在内的女性角色降级为背景和配角违背了该系列中女性角色可供玩家游玩使用的传统。在GameSpot发布的另一篇预发布文章中，亚历克萨·雷·科里亚（Alexa Ray Corriea）对露娜弗蕾亚会接受传统女性性别角色这一点持不同看法。她对露娜弗蕾亚在《王者之剑》中展现出的“非凡的毅力”和“自信的气质”深信不疑，因此她对露娜弗蕾亚将在《最终幻想15》的最终版本中成为一个坚强的女主角持乐观态度。
露娜弗蕾亚在《最终幻想15》中角色的评价总体上是负面的。《电子游戏月刊》的莫莉·L·帕特森（Mollie L. Patterson）在游戏评论中特别提到了露娜弗蕾亚这一角色，以作为对游戏中女性角色描绘的负面评价的一部分。IGN的文斯·英杰尼托（Vince Ingenito）认为诺克提斯和露娜弗蕾亚之间的浪漫关系在剧情和角色表现上都显得很糟糕。GamesRadar+的戴维·罗伯茨（David Roberts）表示，露娜弗蕾亚可以说是游戏中的众多配角之一，她没有足够的出场时间，玩家也无法了解她们或了解她们的故事。在PC Gamer的一篇游戏回顾文章中，塞缪尔·罗伯茨（Samuel Roberts）对露娜弗蕾亚做出了负面评价，称她是“整个游戏中你只会见到四次的人”。Paste Magazine的萨尔瓦托·帕恩（Salvatore Pane）和GamesPresso的肖恩·蒂姆（Sean Timm）都强调了露娜弗蕾亚死亡场景的悲剧性及其对诺克提斯的影响。然而蒂姆也认为，由于之前这一角色的糟糕表现，这一场景的震撼力被大幅削弱了。在评论皇家尊享版游戏结局中添加的新场景时，Siliconera的珍妮·拉达（Jenni Lada）称赞了露娜弗蕾亚召唤众神来帮助诺克提斯的做法，称其实现了早前提到的她在游戏世界中角色的设定。
露娜弗蕾亚在《最终幻想15》拓展作品中的出现引起了褒贬不一的反应。《连线》杂志的马特·卡门（Matt Kamen）在评论《王者之剑》时，对剧中女性角色的刻画提出了严厉批评，他认为尽管露娜弗蕾亚在银幕上很有气质，琳娜·海蒂的表演也十分出色，但露娜弗蕾亚仍被描绘成一个典型的落难少女形象。Polygon的阿什莉·欧（Ashley Oh）将露娜弗蕾亚形容为“一个脆弱、看上去病恹恹的阻碍，（似乎）阻碍了其他角色所取得的任何进展”，尽管电影试图将她描绘成另一个样子。另一方面，科里亚对露娜弗蕾亚在《王者之剑》中的角色表示认可；她指出电影中露娜弗蕾亚在多次激烈的动作场面以及与反派角色的激烈对抗中，仍然保持着冷静和镇定。 
人们对露娜弗蕾亚在《未来黎明》中形象的评价也褒贬不一。Anime News Network的詹姆斯·贝克特（James Beckett）认为，尽管体裁不同，但露娜弗蕾亚的故事和诺克提斯的故事仍是本书最精彩的部分。Anime UK对露娜弗蕾亚这一角色的刻画给予了高度评价，并将她和亚丹评为书中写得最好的两个角色。RPGFan的彼得·特里森伯格（Peter Triezenberg）对露娜弗蕾亚的评价则不那么积极。他指出由于露娜弗蕾亚在书中与整个《最终幻想15》游戏世界中的表现不一致，因此在小说的各位主角中她的地位特别低。RPGamer的亚历克斯·富勒（Alex Fuller）很欣赏露娜弗蕾亚通过与配角索拉拉的互动而得到的成长，称她“获得了一些时间来展现自己，并将自己的动机凸显出来”。
在2020年NHK举办的“日本玩家全最终幻想大调查”中，露娜弗蕾亚排名第69位。哈萨克斯坦运动员奥莉加·雷帕科娃参加2020年夏季奥运会后，其出众外貌在社交媒体上引发了的一些粉丝将其与露娜弗蕾亚的对比。